# Alexander Gerard (Entdecker)
Alexander Gerard (* 19. Februar 1792 in Old Machar, Old Aberdeen, Aberdeen, Schottland; † 15. Dezember 1839 in Aberdeen) war ein schottischer Geograph und Entdecker, der als britischer Armeeoffizier in Indien im Himalaja die Grenzbereiche zu Tibet erkundete.

## Leben
Er war der Sohn des theologischen Autors Gilbert Gerard (1760–1815) und Enkel des Philosophen und Theologen Alexander Gerard (1728–1795). Seine Mutter Helen, geborene Duncan, war die Tochter von John Duncan, Provost von Aberdeen.
Seine Brüder waren James Gilbert Gerard (1795–1835) und Patrick Gerard (1794–1848).
Nachdem er 1808 am King’s College in Aberdeen seinen MA erworben hatte, wurde er Kadett bei den Truppen der East India Company.
In deren Auftrag nahm er 1812 die Strecken von Delhi nach Lahore und von Ludhiana nach Bareilly auf. 1814 wurde er zum Leutnant und erhielt den Auftrag, im Distrikt Saharanpur im Doab der Flüsse Ganges und Yamuna Erkundungen durchzuführen. Während des Gurkha-Krieges wurde er zu seinem Regiment gerufen, kehrte aber im Dezember 1815 wieder nach Saharanpur zurück, wo er seine Untersuchungen im Februar 1819 abschloss. 1819 trat er über zu dem in Dehra Dun stationierten Sirmoor Battalion, später die 2nd King Edward VII's Own Gurkha Rifles.
1817 unternahm er von Sabathu aus zusammen mit George Govan (1787–1865) eine Expedition in das Tal des Satluj im Himalaja, ein damals den Europäern noch wenig bekanntes Gebiet. Sein Bericht über die Expedition, Journal of a survey from Soobathoo to Rarung, 1817, erschien 1841 zusammen mit dem 1831 verfassten Account of Koonawur, in the Himalaya.
1818 brach er mit seinem Bruder James von Sabathu zu einer erneuten Expedition zum Satluj und von dort durch das Tal des Spiti zum Pass des Shipkila an der tibetischen Grenze. Unter schwierigen Bedingungen, vor allem da sie, um Aufsehen zu vermeiden, ihre Messungen in der Eiseskälte des Morgengrauens vornehmen mussten, konnten er und sein Bruder ihre Vermessung dieser indisch-tibetischen Grenzregionen durchführen. Die Berichte über die Reise erschienen 1824 (Journal of a journey from Shipké to the frontier of Chinese Thibet), 1841 (Narrative of the journey in 1818) und 1842 (Journey from Subathoo to Shipké in Chinese Tartary).
Im Juni 1821 brach er, anfangs wieder von seinem Bruder James begleitet, zur längsten seine Himalaja-Expeditionen auf, mit dem Ziel, die tibetische Grenze zu überqueren und die Quellen des Satluj im Gebiet des Manasarovar-Sees zu erkunden. Dieses Vorhaben scheiterte aber, da sie mehrfach von tibetischen Grenzwachen („chinesischen Tataren“) abgewiesen wurden. Sein Versuch, nach Ladakh vorzudringen, scheiterte ebenfalls. Er war zwar darüber enttäuscht, seine ursprünglichen Ziele verfehlt zu haben, hatte aber dennoch auf dieser Reise umfangreichen Datenerhebungen und Vermessungen durchgeführt. Auf dieser Grundlage entstanden Karten sowie ein Expeditionsbericht, der 1840 als Captain Alexander Gerard’s account of an attempt to penetrate by Bekhur to Garoo and the Lake Manasarowara publiziert wurde. Sein Reisetagebuch diente als Grundlage für die von Henry Colebrooke 1827 publizierte Arbeit On the valley of the Setlej river, in the Himalayan mountains.
Im November 1822 kehrte er in tiefer gelegene Gegenden zurück, um Vermessungen in Malwa and Rajputana durchzuführen, erkrankte jedoch bald, sodass er das Unternehmen abbrechen musste. 1824 wurde er britischer Vertreter in Bangur und danach in Nasirabad bei Ajmer.
Erst September 1826 meinte er, wieder in einer Expeditionen zulassenden Verfassung zu sein, musste aber im folgenden August wegen schwerem Rheuma und Fieber das Vorhaben aufgeben. Seine Gesundheit kehrte nicht wieder. 1836 nahm er seinen Abschied und kehrte nach Schottland zurück, wo er 1839 in Aberdeen starb.
Der Mondkrater Gerard wurde 1935 nach ihm benannt.

## Schriften
- Account of Koonawur, in the Himalaya. 1841.
- Captain Alexander Gerard’s account of an attempt to penetrate by Bekhur to Garoo and the Lake Manasarowara. In: William Lloyd: Narrative of a Journey from Caunpoor to the Boorendo Pass in the Himalaya Mountains. 1840.